# 剑特攻机
Ki-115“剑”是日本帝国陆军在太平洋战争（大东亚战争）末期研制的飞机，是神风敢死队武器之一。 
Ki-115 是帝国陆军的命名，配备Ha-33三菱金星发动机发动机的海军版计划称为“藤花”（Touka）    。
虽然到终战时已经完成了105架飞机，据说战争没有在实战中使用就结束了，但也有证据表明1946年3月底从壬生机场进行了一次剑的特攻出击   。海军版的藤花还没有投入生产。另外，国外有一种说法是陆军给了“ Ki-230 ”的计划编号，但日本没有文献支持这一说法。 

由中岛飞机设计和制造。 生产也由昭和飛行機工業和艦政本部负责。

## 概述
据其设计者青木邦弘说，它的名字是根据被任命为菲律宾防卫军司令官的山下奉文大将的演讲《给我一把剑》中出现的剑命名的。
据负责基本设计的青木邦弘说，原本计划是用神风飞机进行单程飞行，但当青木和川端清之向社长中岛筑平解释了大纲后，决定改变计划，以便有生存的可能性。 据说涩谷改变了设计，将机身底面的钢板加厚，使其可以降落在机身上。
由于它是在材料短缺的战争末期开发的，机身的横截面不是通常的椭圆形，因此可以使用钢材和木材来制造，而不是硬铝，简约供应，并且为了让即使刚刚动员起来的非熟练工人和小作坊也能够生产。除了使其成为易于成型的圆形外，还尽可能简化了结构。 
战后，当高岛在电视节目中参观了存放在国立航空航天博物馆的这架剑特攻机时，博物馆工作人员高度赞赏不将这架特攻机投入实战的决定（出于技术问题而不是情感原因）  .针对本节目中的处理，青木如前所述在航空杂志的一篇文章中辩称“并非专为特殊攻击而设”，但对于高岛所指出的具体技术问题，并没有反驳。
另外，在500公里/小时左右速度太慢，而当时的美国战机超过了600公里/小时，不利因素很多。另外，考虑到帝国海军给这型特攻机取了一个名字，其中包括一个“花”来表示它是神风机，考虑到当时紧张的战局，海军将这型机视为特殊的神风机。

## 开发
1945年（昭和20年）1月20日开始原型試作，1945年3月5日一号机完成  。检测和量产同步进行。
战后，高岛在电视节目中参观了存放在国立航空航天博物馆的这把剑，博物馆工作人员高度赞赏反对将这把剑引入实战的决定（作为技术问题而不是情感原因）神风敢死队袭击） 针对本节目中的处理，青木如前所述在某航空杂志上发表文章辩称“并非专为特攻”，但对于高岛所指出的具体技术问题，并没有反驳。
除了已经完成生产的甲型之外，还有未完成的乙型和丙型的计划。除了 Ha 115（荣一一型）发动机外，还计划了金星  。

## 运用构想
这架由美国空军带回进行研究的飞机目前已移交给美国国家航空航天博物馆。

### 异议
1953 年，飞燕 II 和剑被归还给日本航空协会。 1953年12月，在日本航空协会举办的航空50周年庆典上，与飞燕II、御香一同在东京日比谷公园展出。在比赛期间，日本国旗被重新粉刷，螺旋桨旋转器被拆除。 1955年在爱知县名古屋城前展出。 1956年在大阪拆掉发动机，展出时没有螺旋桨桨叶。之后以分解状态存放在东京都立航空高中。确认恶化，包括机身下部的损坏。 1983年与飞燕2一起在桶川机场再次展出。机身下部发现有修理痕迹。 1985年与飞燕2一起在河口湖汽车博物馆临时展出。
战后，高岛在电视节目中参观了存放在国立航空航天博物馆的这把剑，博物馆工作人员高度赞赏反对将这把剑引入实战的决定（作为技术问题而不是情感原因）神风敢死队袭击）  .针对本节目中的处理，青木如前所述在某航空杂志上发表文章辩称“并非专为特攻”，但对于高岛所指出的具体技术问题，并没有反驳。
此外，与当时超过 600 公里/小时的美国战斗机相比，它的速度大约为 500 公里/小时，而且由于没有瞄准装置，它被目视抛出，因此很难在空中操作普通攻击，不利因素很多。另外，考虑到帝国海军给这台机器取了一个名字，其中包含一个“花”来表示它是神风机，并且考虑到当时紧张的战局，海军将这台机视为特殊的神风机.我可以看到。

## 脚注

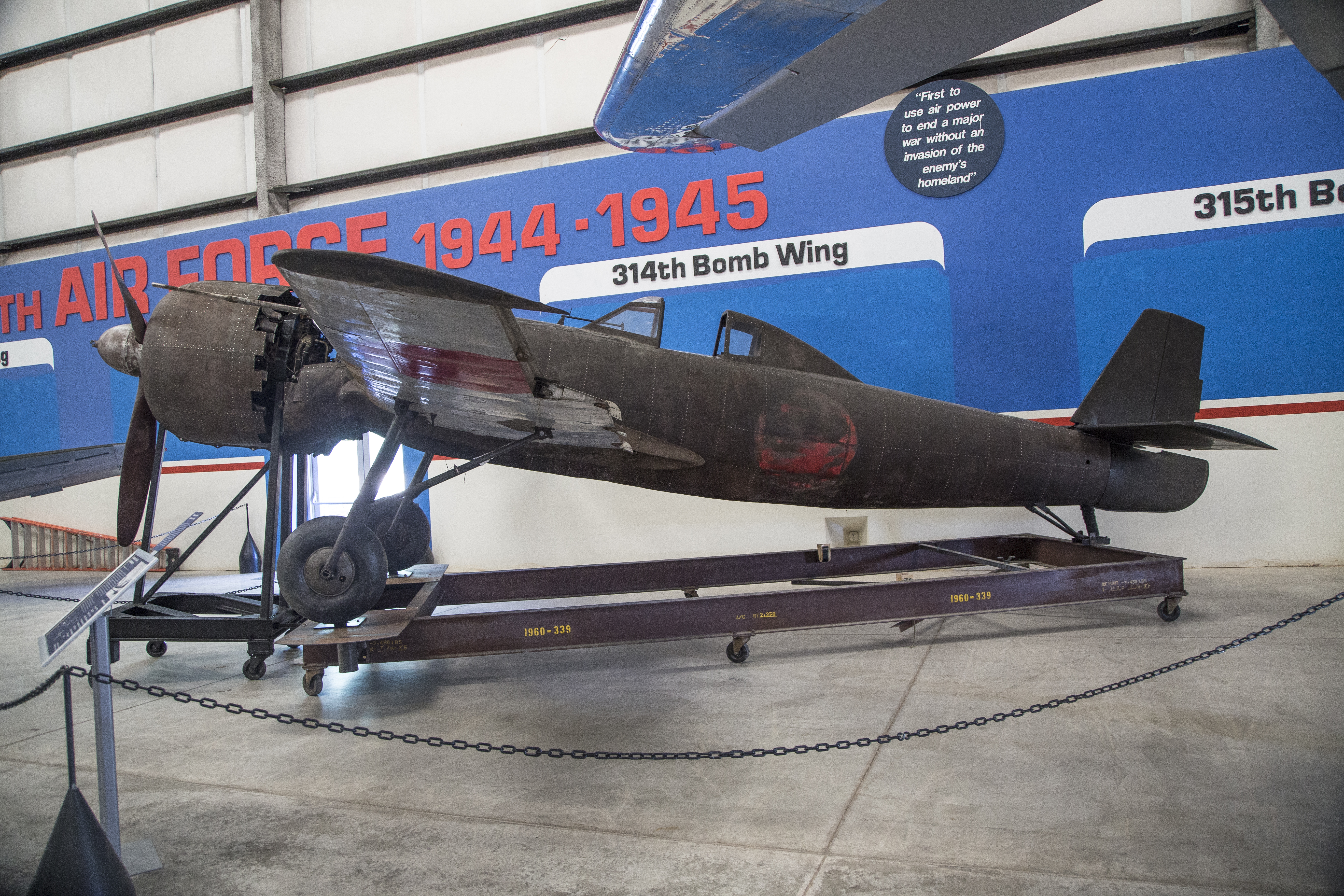
在皮马航空航天博物馆

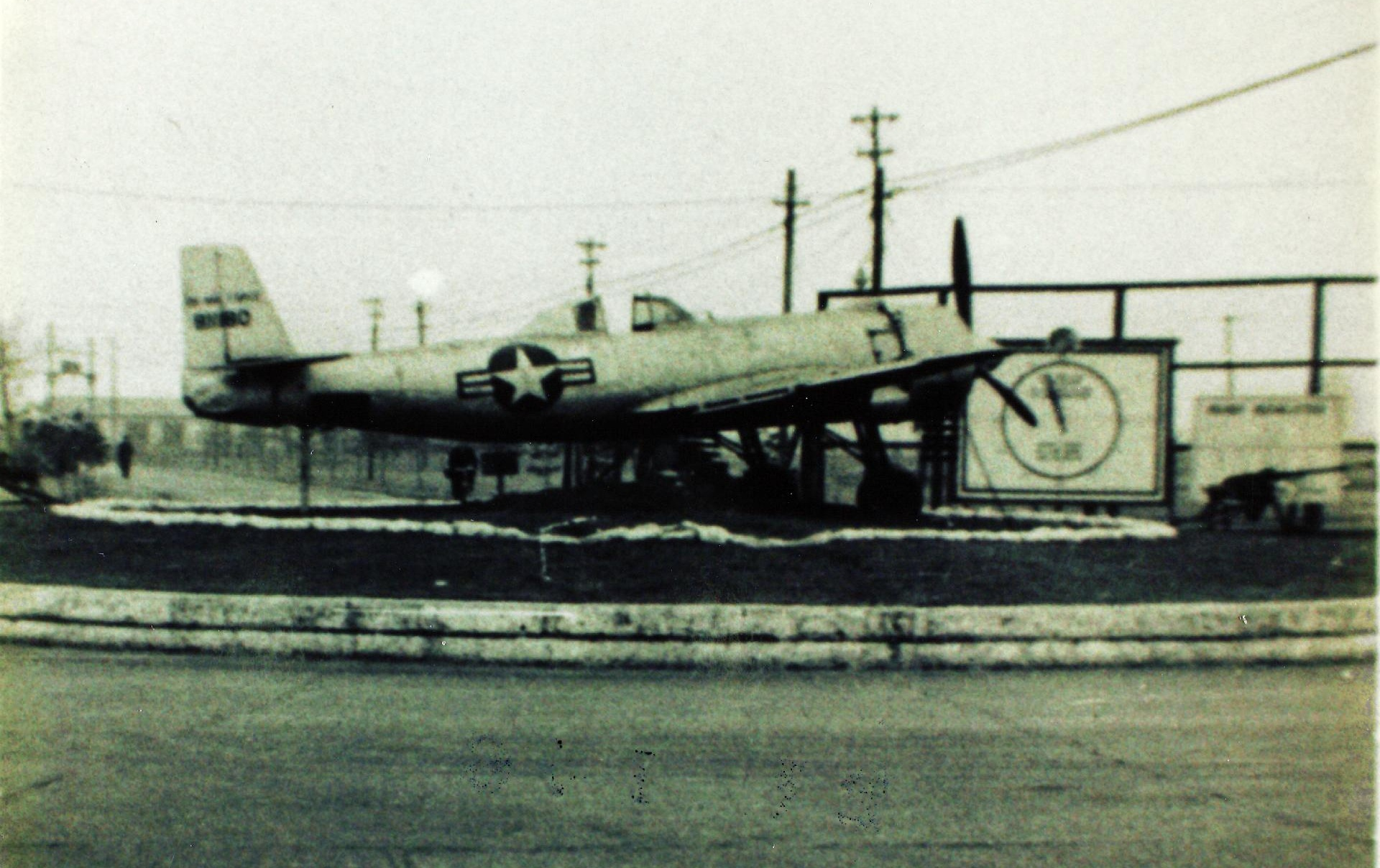
横田空军基地入口处展示的飞机（1948年左右）

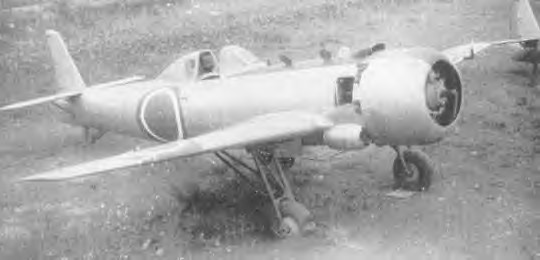
拆下螺旋桨的战后剑

1945 年至 1953 年，在美国陆军横田空军基地的旋转台上展出了战争结束后征用的一台机器和 Hien 2。直到1945年左右才贴上日本国旗，后来又重新涂上了美军国籍标志。
1953 年，飞燕 II 和剑被归还给日本航空协会。 1953年12月，在日本航空协会举办的航空50周年庆典上，与飞燕II、御香一同在东京日比谷公园展出。在比赛期间，日本国旗被重新粉刷，螺旋桨旋转器被拆除。 1955年在爱知县名古屋城前展出。 1956年在大阪拆掉发动机，展出时没有螺旋桨桨叶。之后以分解状态存放在东京都立航空高中。确认劳损状况，包括机身下部的损坏。 1983年与飞燕2一起在桶川机场再次展出。机身下部发现有修理痕迹。 1985年与飞燕2一起在河口湖汽车博物馆临时展出。
这把剑目前以机身、主翼、发动机部分的分解状态保存在茨城县筑波市国立科学博物馆筑波研究设施科学工程1号馆内，平时不对外开放。民众。该设施每年向公众开放一次，让公众一睹他平静的生活。 
由美国空军带回进行研究的飞机已被转移到美国国家航空航天博物馆保存。

## 性能参数
- 全长：8.55m
- 宽度：8.60 m
- 高度：3.30m
- 重量：1,690 公斤
- 发动机：Ha 115 / “Sakae” 1 台
  - 输出：1,150马力
- 速度：550 公里/小时（估计）
- 行动距离：1,200公里
- 乘员：1人
- 固定武装：无
- 武器：一枚 500 或 800 公斤炸弹

### 注解
1. ↑  #海軍軍備(6)特攻戦備p.50[注釈 1]
2. ↑  丸2008年11月号121頁
3. 1 2  牧野育雄『最終決戦兵器「秋水」設計者の回想―未発表資料により解明する究極 のメカニズム』光人社p198
4. ↑  山田誠『最期の特攻機「剣」』大陸書房
5. ↑  石黒竜介; タデウシュ・ヤヌシェヴスキ. . 大日本絵画. 2011: 190,191. ISBN 978-4-499-23048-3.
6. ↑  小川 利彦『幻の新鋭機―逆転を賭けた傑作機』(光人社NF文庫)189頁
7. ↑  小川 利彦『幻の新鋭機―逆転を賭けた傑作機』（光人社NF文庫）189頁
8. ↑  小川 利彦『幻の新鋭機―逆転を賭けた傑作機』（光人社NF文庫）189 - 191頁
9. ↑  「科学技術週間」航空宇宙の研究機関巡り

1. ↑  『キ一一五|(目的)寿、榮、金星、瑞星等各種發動機を装備し得る特攻機を得るに在り|(型式)同右(藤花)|(記事)試作実驗中陸軍試作機と同一のもの』